# Клас спряженості
Клас спря́женості — множина елементів групи {\displaystyle G}, утворена з елементів, спряжених заданому {\displaystyle g\in G} тобто всіх елементів виду {\displaystyle hgh^{-1}}, де {\displaystyle h} — довільний елемент групи {\displaystyle G}.
Клас сполученості елемента {\displaystyle g\in G} може позначатися {\displaystyle [g]}, {\displaystyle g^{G}} або {\displaystyle \mathrm {Cl} (g)} .

## Визначення
Елементи {\displaystyle g_{1}} і {\displaystyle g_{2}} групи {\displaystyle G} називаються спряженими, якщо існує елемент {\displaystyle h\in G}, для котрого {\displaystyle hg_{1}h^{-1}=g_{2}}. Спряженість є відношенням еквівалентності, а тому розбиває {\displaystyle G} на класи еквівалентності, це, зокрема, означає, що кожен елемент групи належить рівно одному класу спряженості, і класи {\displaystyle [g_{1}]} і {\displaystyle [g_{2}]} збігаються тоді й лише тоді, коли {\displaystyle g_{1}} і {\displaystyle g_{2}} пов'язані, і не перетинаються в іншому разі.

### Зауваження
- Класи спряженості можна також визначити як орбіти дії групи на собі спряженнями, заданими формулою {\displaystyle (g,m)=gmg^{-1}}[1].

## Приклади
- Симетрична група {\displaystyle S_{3}}, що складається з усіх шести перестановок трьох елементів, має три класи спряженості:
  - порядок не змінюється ({\displaystyle abc\to abc}, «1A»),
  - перестановка двох елементів ({\displaystyle abc\to acb}, {\displaystyle abc\to bac}, {\displaystyle abc\to cba}, «3A»),
  - циклічна перестановка всіх трьох елементів ({\displaystyle abc\to bca}, {\displaystyle abc\to cab}, «2A»).

- Симетрична група {\displaystyle S_{4}}, що складається з усіх 24 перестановок чотирьох елементів, має п'ять класів спряженості:
  - порядок не змінюється (1 перестановка): {\displaystyle \{\{1,2,3,4\}\}}, «1A» або «(1)4»;
  - перестановка двох елементів (6 перестановок): {\displaystyle \{\{1,2,4,3\},\{1,4,3,2\},\{1,3,2,4\},\{4,2,3,1\},\{3,2,1,4\},\{2,1,3,4\}\}}, «6A» або «(2)»;
  - циклічна перестановка трьох елементів (8 перестановок): {\displaystyle \{\{1,3,4,2\},\{1,4,2,3\},\{3,2,4,1\},\{4,2,1,3\},\{4,1,3,2\},\{2,4,3,1\},\{3,1,2,4\},\{2,3,1,4\}\}}, «8A» або «(3)»;
  - циклічна перестановка всіх чотирьох елементів (6 перестановок): {\displaystyle \{\{2,3,4,1\},\{2,4,1,3\},\{3,1,4,2\},\{3,4,2,1\},\{4,1,2,3\},\{4,3,1,2\}\}}, «6B» або «(4)»;
  - попарна перестановка (3 перестановки): {\displaystyle \{\{2,1,4,3\},\{4,3,2,1\},\{3,4,1,2\}\}}, «3A» або «(2)(2)».

- У загальному випадку кількість класів спряженості в симетричній групі {\displaystyle S_{n}} дорівнює кількості розбиттів числа {\displaystyle n}, оскільки кожен клас спряженості відповідає рівно одному розбиттю перестановки {\displaystyle \{1,2,\dots ,n\}} на цикли.

## Властивості
- Нейтральний елемент завжди утворює свій власний клас {\displaystyle [e]=\{e\}}
- Якщо {\displaystyle G} — абелева, то {\displaystyle \forall {g,h\in G}\ ghg^{-1}=h}, таким чином {\displaystyle [g]=\{g\}} для всіх елементів групи.
- Якщо два елементи {\displaystyle g_{1}} і {\displaystyle g_{2}} групи {\displaystyle G} належать одному класу спряженості, всі вони мають однаковий порядок.
  - Загальніше: будь-яке теоретико-групове твердження {\displaystyle \pi (g)} про елемент {\displaystyle g\in G} еквівалентне твердженню для елемента {\displaystyle h\in [g]}, оскільки поєднання {\displaystyle x\to xgx^{-1}} є автоморфізмом групи {\displaystyle G}.
- Елемент {\displaystyle g\in G} лежить у центрі {\displaystyle Z(G)} тоді й лише тоді, коли його клас спряженості складається з єдиного елемента: {\displaystyle [g]=\{g\}}.
  - Загальніше: індекс підгрупи {\displaystyle Z_{G}(g)} (централізатора даного елемента {\displaystyle g}) дорівнює числу елементів у класі спряженості {\displaystyle [g]} (за теоремою про стабілізацію орбіт[en]).
- Якщо {\displaystyle g_{1}} і {\displaystyle g_{2}} спряжені, то спряжені й їх степені {\displaystyle g_{1}^{k}} і {\displaystyle g_{2}^{k}}.

- Для будь-якого елемента групи {\displaystyle g\in G} елементи в класі сопряженості {\displaystyle [g]} взаємно-однозначно відповідають класам суміжності централізатора {\displaystyle Z_{G}(g)}, справді, якщо {\displaystyle h_{1}\in [h_{2}]}, то {\displaystyle h_{1}=h_{2}z} для деякого {\displaystyle z\in Z_{G}(g)}, що приводить до того самого спряженого елемента: {\displaystyle h_{1}gh_{1}^{-1}=h_{2}zg(h_{2}z)^{-1}=h_{2}zgz^{-1}h_{2}^{-1}=h_{2}zz^{-1}gh_{2}^{-1}=h_{2}gh_{2}^{-1}}. Зокрема:
  - Якщо {\displaystyle G} — скінченна група, то число елементів у класі спряженості {\displaystyle [g]} є індексом централізатора {\displaystyle [G:Z_{G}(g)]}.
  - Порядок кожного класу спряженості є дільником порядку групи.
- Порядок групи є сумою індексів централізаторів за вибраним представником {\displaystyle g_{i}} з кожного класу спряженості: {\displaystyle |G|=\Sigma {_{i}}[G:Z_{G}(g_{i})]}. З урахуванням того, що централізатор групи {\displaystyle Z(G)} утворює клас спряженості з єдиного елемента (самого себе), це співвідношення, зване рівнянням класів спряженості[2], записують так:
{\displaystyle |G|=|Z(G)|+\Sigma {_{i}}[G:Z_{G}(g_{i})]},

де сума береться за всіма представниками кожного класу спряженості, які не належать центру.
- Наприклад, нехай задано скінченну {\displaystyle p} -групу {\displaystyle G} (тобто групу з порядком {\displaystyle p^{n}}, де {\displaystyle p} — просте число і {\displaystyle n>0}). Оскільки порядок будь-якого класу спряженості повинен ділити порядок групи, кожен клас спряженості {\displaystyle H_{i}} також має порядок, рівний деякому степеню {\displaystyle p^{k_{i}}} ({\displaystyle 0<k_{i}<n}), і тоді з рівняння класів спряженості випливає, що:

{\displaystyle |G|=p^{n}=|Z(G)|+\Sigma {_{i}}p^{k_{i}}} ,
звідси, у свою чергу, випливає, що число {\displaystyle p} має ділити {\displaystyle |Z(G)|}, так що {\displaystyle |Z(G)|>1} для всіх скінченних {\displaystyle p}-груп, тобто рівняння класів спряженості дозволяє встановити, що будь-яка скінченна {\displaystyle p}-група має нетривіальний центр.
- Класи спряженості у фундаментальній групі лінійно зв'язного топологічного простору можна розглядати як класи еквівалентності вільних петель[en] при вільній гомотопії.

## Варіації та узагальнення
Для довільної підмножини (не обов'язково підгрупи) {\displaystyle S\subseteq G} підмножину {\displaystyle T\subseteq G} називають спряженою до {\displaystyle S}, якщо існує певний елемент {\displaystyle g\in G}, такий, що {\displaystyle T=gSg^{-1}}. У цьому випадку клас спряженості {\displaystyle [S]} — множина всіх підмножин {\displaystyle T\subseteq G}, таких, що кожне {\displaystyle T} є спряженим {\displaystyle S}.
Широко застосовується теорема, згідно з якою для будь-якої заданої підмножини {\displaystyle S} групи {\displaystyle G} індекс множини її нормалізатора {\displaystyle N(S)} дорівнює порядку її класу спряженості {\displaystyle [S]}:
{\displaystyle |[S]|=[G:N(S)]} .
Це випливає з того, що для {\displaystyle g,h\in G} має місце: {\displaystyle gSg^{-1}=hSh^{-1}} тоді й лише тоді, коли {\displaystyle g^{-1}h\in N(S)}, тобто {\displaystyle g} і {\displaystyle h} міститься в тому самому класі суміжності нормалізатора {\displaystyle N(S)}.
Підгрупи можна поділити на класи спряженості так, що дві підгрупи належать одному класу тоді й лише тоді, коли вони спряжені. Спряжені підгрупи ізоморфні, але ізоморфні підгрупи не обов'язково мають бути спряженими. Наприклад, абелева група може містити дві різні ізоморфні підгрупи, але вони ніколи не будуть спряженими.